# Massarina walkeri
Massarina walkeri är en svampart som beskrevs av Shoemaker, C.E. Babc. & J.A.G. Irwin 1991. Massarina walkeri ingår i släktet Massarina och familjen Massarinaceae.   Inga underarter finns listade i Catalogue of Life.